# Тёплая вода под красным мостом
«Теплая вода́ под Кра́сным мосто́м» (яп. 赤い橋の下のぬるい水 Akai Hashi no Shita no Nurui Mizu) — фильм Сёхэя Имамуры 2001 года.

## Сюжет
По совету старого «философа» герой фильма отправляется на поиски золотого Будды. Его уволили с работы, а у него семья, жена, которая звонит по телефону и требует денег. Он уезжает и находит красный мост, о котором ему говорил старик, и видит женщину, которая идет в магазин, теряет сережку в луже, крадет сыр в магазине. Герой подбирает сережку и идет за женщиной, в итоге попадая в желанный дом с сокровищем…

## Режиссёр о фильме
Сёхэй Имамура так охарактеризовал свою картину -
Наступило новое тысячелетие. В прошлом веке веку грядущему предрекали стать эпохой науки и новых технологий. Мне кажется, что 21 век будет также эрой женщины. Все мои фильмы посвящены сильной женщине, несмотря на то, что большинство картин я снимал в прошлом веке, когда роль женщины в обществе традиционно недооценивалась…
…Что заставляло моих героинь быть такими сильными? Какая-то особенная, присущая только женщинам черта, которую я люблю называть «силой отторжения»? В своей экранизации романа Хенми Ё я пытался постичь суть женской природы.

## Награды и номинации

### Награды
Чикагский Международный Кинофестиваль в 2001 году
- Лучший актёр (Кодзи Якусё)

### Номинации
Премия Японской академии в 2002 году
- Лучший актёр (Кодзи Якусё)

Золотая пальмовоя ветвь в 2001 году
- Пальмовая ветвь (Сёхэй Имамура)